# کپلر-۱۰
کپلر-۱۰ یک ستاره است که در صورت فلکی اژدها قرار دارد. دانشمندان اعتقاد دارند این ستاره در آینده ای نزدیک؛ به سرعت بزرگ میشود و چیزی مانند ستاره ی یو وای اسکوتی که به انگلیسی UY scuti ابر ستاره غول پیکر میشود